# Ananteris
Ananteris es un género de escorpiones de la familia Buthidae descrito por Thorel en 1891.

## Especies
Contiene 84 especies. Los siguientes son los nombres científicos de las diferentes especies que componen el género Ananteris; a la derecha de éstos están los apellidos de sus descubridores y el año en que fueron descubiertas.
- A. ashmolei, Lourenço, 1981;
- A. balzanii, Thorell, 1891;
- A. cachimboensis, Lourenço, Motta & da Silva, 2006;
- A. charlescorfieldi, Lourenço, 2001;
- A. coinaui, Lourenço, 1982;
- A. columbiana, Lourenço, 1991;
- A. cryptozoicus, Lourenço, 2005;
- A. cussinii, Borelli, 1910;
- A. dekeyseri, Lourenço, 1982;
- A. deniseae, Lourenço, 1997
- A. diegorojasi, Rojas-Runjaic, 2005;
- A. ehrlichi, Lourenço, 1994;
- A. elisabethae, Lourenço, 2003;
- A. evellynae, Lourenço, 2004;
- A. feae, Borelli, 1911;
- A. festae, Borelli, 1899;
- A. franckei, Lourenço, 1982;
- A. gorgonae, Lourenço & Flórez, 1989;
- A. guyanensis, Lourenço & Monod, 1999;
- A. intermedia Lourenço, 2012;
- A. kalina Ythier, 2018;
- A. leilae, Lourenço, 1999;
- A. luciae, Lourenço, 1984;
- A. maranhensis, Lourenço, 1987;
- A. mariaelenae, Lourenço, 1999;
- A. mariaterezae, Lourenço, 1987;
- A. mauryi, Lourenço, 1982;
- A. nairae, Lourenço, 2004;
- A. platnicki, Lourenço, 1993;
- A. polleti Lourenço, 2016;
- A. pydanieli, Lourenço, 1982;
- A. sabineae, Lourenço, 2001;
- A. solimariae Botero-Trujillo & Flórez, 2011;
- A. turumbanensis, Gonzáles-Sponga, 1990;
- A. venezuelensis, Gonzáles-Sponga, 1972.
- A. canalera, Miranda & Armas, 2020.